# 和平新村
和平新村（英語：Wo Ping San Tsuen）位於香港新界屯門區近洪水橋，和平新村於1978年自立成村，是一條為非原居民村，隸屬於屯門鄉事委員會。

## 地理
和平新村沿洪水坑而建，東面是丹桂村，西北面是鍾屋村，西南面是順風圍、泥圍和菜園村，南面是元朗公路。和平新村可分為三大部份，第一部份是村中心，即是位於洪水坑中游的大片土地。第二部份是村口，位於鍾屋村旁，近洪水橋。第三部份靠近洪水坑上游，位於元朗公路和順達路以南。

## 歷史
和平新村原是丹桂村的木屋寮舍，村民靠農耕畜牧為生。1976年，屯門理民府成立。丹桂村沿洪水坑一分為二，西面部份脫離元朗區，因此有需要自立村務管理組織。村中長老推舉周雲鵠作為首任村長，籌建新村。1978年，新村在屯門鄉事委員會協助下獲屯門理民府批准成立，定名為和平新村。1985年，和平新村村公所落成，所內牆上刻有「天下為公」四大字。村公所由屯門政務處、廣生農場、冠江酒家、永成五金廠及其他多等人捐建。2021年，位於村口的和平新村牌樓落成。

## 外部連結
- 居民代表選舉和平新村（屯門）的劃定現有鄉村範圍（2019至2022年） （页面存档备份，存于）